# Condé-sur-l'Escaut
Condé-sur-l'Escaut är en kommun i departementet Nord i regionen Hauts-de-France i norra Frankrike. Kommunen ligger i kantonen Condé-sur-l'Escaut som tillhör arrondissementet Valenciennes. År 2022 hade Condé-sur-l'Escaut 9 297 invånare.

## Befolkningsutveckling
Antalet invånare i kommunen Condé-sur-l'Escaut
| Referens: INSEE |